# Gornje Ravne
Gornje Ravne – wieś w Słowenii, w gminie Litija. W 2018 roku liczyła 18 mieszkańców.